# الدوكالي محمد العالم
الدوكالى محمد العالم (13 مايو 1949 -) ، القارئ الشيخ، وُلد في ليبيا في «قرية أولاد العالم في مدينة مسلاتة»  وتلقى تعليمه القرآني في الصغر على يدي والده، بزاوية الشيخ محمد العالم.

## تعليمه
التحق «بالمعهد الأسمري» بزليتن في ليبيا حيث أتم حفظ القرآن الكريم ثم انتقل بعدها إلى مدينة طرابلس لمواصلة دراسته الدينية بمعهد مالك بن أنس واجتاز فيه المراحل الابتدائية والإعدادية والثانوية بالمعهد.
حصل على «دبلوم المعلمين العام» سنة 1972م واشتغل مدرسا بالإعدادية الدينية بالتعليم العام.
في سنة 1978م حصل على الإجازة العالمية / الليسانس من الجامعة الإسلامية بالبيضاء قسم الشريعة والقانون.

## عمله
اشتغل في البداية مدرسا بالإعدادية الدينية بالتعليم العام.
عمل كخطيب وإمام ومدرس للقرآن الكريم بجامع بلامين بطرابلس وتخرج على يديه عدد من حفظة القرآن الكريم، أغلبهم يقومون بتحفيظ القرآن الكريم بمختلف المناطق الليبية.
عمل مدرساً للقرآن الكريم بكلية الدعوة الإسلامية بجمعية الدعوة الإسلامية سنة 1994م.
كُلِّف من قبل إذاعة القرآن الكريم بإمامة المصلين في صلاة القيام بمسجد مولاي محمد والتي تنقل شعائرها سنوياً الإذاعات الليبية المرئية والمسموعة وإذاعة القرآن الكريم.
عمل مديراً عاماً للشؤون القانونية بالهيئة العامة للأوقاف من سنة 1998م إلى 2000م، ومن ثم تفرغ لرسالة المسجد.

## أنشطته
في عام 1995م قام بتسجيل ختمة للقرآن الكريم بإشراف إذاعة القرآن الكريم وأخرى لجمعية الدعوة الإسلامية.
شارك في تحكيم عدد من المسابقات العالمية لحفظ وتجويد القرآن الكريم في كل من المغرب وإيران.
تمكن من الخروج من ليبيا بعد قيام ثورة 17 فبراير في ليبيا لعدم رضاه عما كان يفعله نظام القذافى المخلوع بالشعب الليبى وقام بمساندة الثورة مساندة قوية.